# Fondazione Fossoli
La Fondazione ex Campo Fossoli è un ente che gestisce l'ex Campo di Concentramento di Fossoli e il Museo Monumento al Deportato politico e razziale di Carpi. Costituita nel gennaio 1996 dal Comune di Carpi e dall'Associazione Amici del Museo Monumento al Deportato, ha sede dal 2009 nella ex-sinagoga di Carpi.

## Attività
Obiettivi dell'opera della Fondazione sono la diffusione della memoria storica tramite la conservazione, il recupero e la valorizzazione dell'ex Campo di Concentramento di Fossoli; la promozione della ricerca storico-documentaria sul Campo nelle sue diverse fasi storiche; la progettazione e l'attivazione di iniziative a carattere divulgativo, didattico e scientifico sui temi della deportazione e più in generale della seconda guerra mondiale, nonché dei diritti umani e dell'educazione interculturale.
La Fondazione ha avuto in passato la tendenza a concentrare le proprie attività particolarmente sul periodo più tragico del campo - quello caratterizzato dallo smistamento dei prigionieri al fine di deportarli - ma ha iniziato poi a dedicare attenzione anche ad altre fasi, non secondarie nella storia italiana:
- il Centro raccolta profughi stranieri  di Fossoli (1945-1947)
- l'esperienza di don Zeno Saltini che lì fondò Nomadelfia (1948 -1953)
- il Villaggio San Marco che raccolse gli esuli della zona B del Territorio Libero di Trieste (1954)

La Fondazione, che non ha scopo di lucro, svolge attività di raccolta e conservazione di materiale documentario e testimonianze; organizza visite guidate al Museo e al Campo; promuove mostre, corsi di aggiornamento per insegnanti ed educatori, scambi culturali con altri paesi e iniziative per offrire nuovi ed efficaci strumenti di conoscenza e trasmissione della memoria storica sulla Deportazione.
Dal 2001 si occupa direttamente della gestione dell'ex Campo di Concentramento di Fossoli e del Museo Monumento al Deportato politico e razziale. Nel 1998 il Ministero dei Beni Culturali ed Ambientali ha riconosciuto alla fondazione personalità giuridica.
L'attività di realizzazione di visite guidate al Museo-Monumento ed all'ex Campo di Fossoli coinvolge ogni anno 30.000 visitatori circa, con prevalenza di scolaresche. Le attività educative spaziano anche verso i luoghi di destinazione delle deportazioni come ad esempio il progetto Un treno per Auschwitz.

## Comitato scientifico
Il comitato scientifico della Fondazione è composto da:
- Andrea Borsari, docente di Estetica alla Facoltà di Architettura dell'Università di Bologna (Cesena) e visiting research fellow presso il Centre for the Study of Post-Conflict Cultures (CSPCC) della University of Nottingham (UK).
- Alberto De Bernardi, professore ordinario di Storia Contemporanea e di Metodologia della Ricerca Storica presso i corsi di laurea di Filosofia e di Storia della Facoltà di Lettere e Filosofia di Bologna; dirige il Dipartimento di Discipline storiche dell'Università di Bologna ed è stato Direttore scientifico dell'Istituto nazionale per la storia del Movimento di liberazione in Italia (1998-2003) dove attualmente è membro del Comitato scientifico.
- Simona Forti è Professore ordinario di Storia della filosofia politica all'Università del Piemonte Orientale, attualmente è Visiting Professor alla “New School for Social Research” di New York.
- Andrea Panaccione, è stato docente di storia e filosofia nei licei e poi docente di storia contemporanea presso l'Università di Modena e Reggio Emilia; direttore scientifico della Fondazione Giacomo Brodolini di Milano.
- Claudio Silingardi, direttore dell'Istituto per la storia della Resistenza e della società contemporanea in provincia di Modena e del Museo della Repubblica partigiana di Montefiorino, nonché membro del Consiglio di amministrazione dell'Istituto Nazionale per la Storia del Movimento di Liberazione in Italia.

## Pubblicazioni
La Fondazione cura anche attività editoriali, in primo luogo i Quaderni di Fossoli e persegue la ricerca sulla storia del Campo con la raccolta delle relative pubblicazioni:
- Costantino Di Sante (a cura di), Il campo per gli indesiderabili : documenti e immagini del Centro raccolta profughi stranieri di Fossoli, 1945-1947, collana QF : Quaderni di Fossoli, n. 6, Torino, Ega, 2008, ISBN 978-88-7670-693-6.
- Maria Luisa Molinari, Villaggio San Marco, via Remesina 32, Fossoli di Carpi : storia di un villaggio per profughi giuliani, collana QF : Quaderni di Fossoli, n. 4, Torino, EGA, 2006, ISBN 88-7670-575-9.
- Gilberto Salmoni, Una storia nella Storia : ricordi e riflessioni di un testimone di Fossoli e Buchenwald. Nuova edizione pubblicata con il completamento: Breve storia del KL Buchenwald dal 1937 al 1945., a cura di Anna Maria Ori, Genova, Fratelli Frilli, 2013, ISBN 978-88-7563-820-7.
- Ada Michlstaedter Marchesini, Con l'animo sospeso : lettere dal campo di Fossoli, 27 aprile-31 luglio 1944, a cura di Dino Renato Nardelli, collana QF : Quaderni di Fossoli,  n. 1, Torino, EGA, 2003, ISBN 978-88-7670-490-1.